# 毛泽民故居纪念馆
毛泽民故居纪念馆坐落于新疆维吾尔自治区乌鲁木齐市天山区明德路29号，是以1940年到1941年，毛泽民担任新疆省财政厅代厅长时的居住地为主的纪念馆。是全国爱国主义教育示范基地。
纪念馆占地959平方米。纪念馆是由毛泽民办公室及宿舍旧址、新疆省财政专修学校旧址和陈列馆三栋建筑构成的四合院。其中毛泽民办公室及宿舍旧址被列入第八批全国重点文物保护单位。毛泽民故居纪念馆由乌鲁木齐市文化和旅游局（市文物局）下属的乌鲁木齐市博物馆（乌鲁木齐市革命历史纪念地管理中心）管理。

## 建筑
毛泽民故居纪念馆位于新疆维吾尔自治区乌鲁木齐市天山区明德路29号。是一座占地959平方米四合院，起初纪念馆位于新疆维吾尔自治区财政厅院内，是一座“院中院”，后因被居民楼包围，难以找到入口，在2005年的修缮工作中，将原有的西侧故居门封闭，重新修建了南侧沿明德路的大门。纪念馆内主要的建筑有毛泽民办公室及宿舍旧址、新疆省财政专修学校旧址和陈列馆，另外院中央有毛泽民铜像以及几棵树。
1996年，纪念馆按原貌重建并恢复了新疆省财政专修学校，新疆省财政专修学校旧址在纪念馆西侧，是一栋土木结构的二层小楼。纪念馆西侧建有陈列馆，为2005年建成的土木结构的二层小楼。现新疆省财政专修学校旧址与陈列馆内设有《毛泽民烈士生平事迹展》。故居纪念馆正中立有由毛远新在2005年捐赠的高1.7米的毛泽民半身铜像，铜像下有长约1.2米，宽超过1米，高超过1.2米的基座。故居纪念馆院内有三棵杨树和一颗杏树，三棵杨树代表着毛泽民、陈潭秋、林基路三位烈士，杏树则代表着中国共产党留在新疆的火种。

## 展览
毛泽民纪念馆馆藏文物80件，其中包括15件国家一级革命文物，例如照片、档案文献、毛泽民的手稿、毛泽民担任新疆省财政代厅长时批复的公文、命令、毛泽民签批的新疆省财政专修学校毕业证书以及烈士遗物等。在2020年升级改造后，在陈列馆和新疆财政专修学校旧址展出的《毛泽民烈士生平事迹展》共有展示面积480平方米，展示文物及复制品41件（组），展示版面超过170张。并设立讲解机、平板电视等多媒体设备，通过音频和视频协助展览展示。《毛泽民烈士生平事迹展》共设“走出韶山冲”、“初创红色金融事业”、“率领扁担银行走长征”、“主理陕甘宁边区经济”、“扭转新疆经济困局”、“建章立制抚慰民众”、“魂铸天山”等8个单元，从第5单元起开始讲述了毛泽民从1938年起在新疆工作的内容。

## 称号及维护
1987年，曾对毛泽民故居纪念馆进行修缮并开设“毛泽民同志生平事迹展”。2008年，纪念馆被新疆维吾尔自治区党委宣传部公布为新疆维吾尔自治区爱国主义教育基地。2020年，乌鲁木齐市博物馆（乌鲁木齐市革命历史纪念地管理中心）对毛泽民故居纪念馆进行升级改造，此次改造增设了讲解机、平板电视等多媒体设备。2020年，毛泽民故居纪念馆被评为全国中小学生研学实践教育基地。2021年，中国共产党中央委员会宣传部公布一批全国爱国主义教育示范基地，毛泽民办公室及宿舍旧址以毛泽民故居之名位列其中。